# Amythyst Kiah
Amythyst Kiah, née 11 décembre 1986 à Chattanooga, est une auteure-compositrice-interprète, musicienne et militante afro-américaine contre le racisme et pour les droits LGBT.

## Biographie

### Enfance
Originaire du Tennessee, Amythyst Kiah grandit à Chattanooga. Son père qui deviendra son tour manager, chante et joue des percussions dans un groupe aux cours des années 1970. Sa mère chante à l'église pendant son enfance. Elle fréquente une école secondaire d'arts créatifs. Très tôt, ses parents l'encouragent à jouer d'un instrument de musique. Elle apprend à jouer de la guitare en autodidacte.
À l'âge de dix-sept ans, sa mère se suicide, et le fait de chanter à ses funérailles marque sa troisième prestation en public.
À cette même période, elle devient membre d'une communauté LGBTQ+ dans le Tennessee de l'Est, un état socialement et politiquement conservateur.

### Parcours académique et artistique
Amythyst Kiah rejoint l'East Tennessee State University, où elle suit un programme d'études sur le Bluegrass, l'Old-time music et la Country Music. Pendant sa formation, elle intègre le célèbre groupe d'Old Time music de l'école, et transcrit des documents d'archives concernant la musique Bluegrass, Old-Time et Country.
En 2012, Amythyst Kiah obtient sa licence mais décide de poursuivre ses études. Au cours de sa première année d'études supérieures à l'East Tennessee State University, elle se produit au Smithsonian Folklife Festival à Washington et au Winnipeg Folk Festival. En 2014, elle est diplômée d'une maîtrise Bachelor of Liberal Studies.

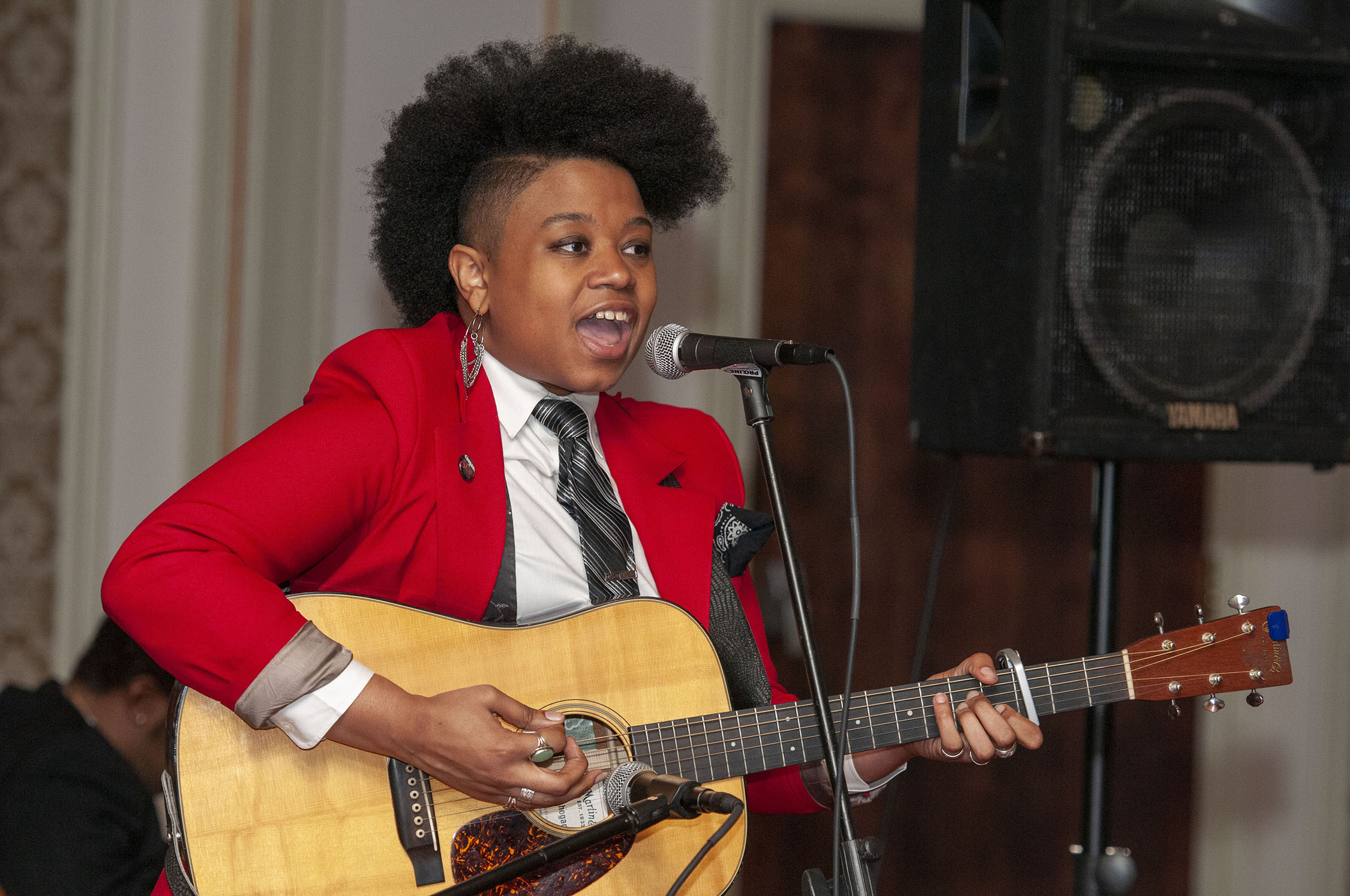
Amythyst Kiah lors d'une représentation pendant ses années de formation en 2015.

Amythyst Kiah joue de la guitare et du banjo. Depuis 2010, elle est en tournée aux États-Unis, au Mexique ou encore au Royaume-Uni avec son projet solo, ou aux côtés des groupes Her Chest of Glass et Our Native Daughters.
Amythyst Kiah se décrit comme une "Black queer, drôle, aimant la science-fiction". Elle déclare que la musique l'a aidé à faire face à l'anxiété liée à son identité, et devient un moyen d'accroître la visibilité des artistes noirs. Elle vit actuellement à Johnson City.

## Carrière musicale

### Carrière solo

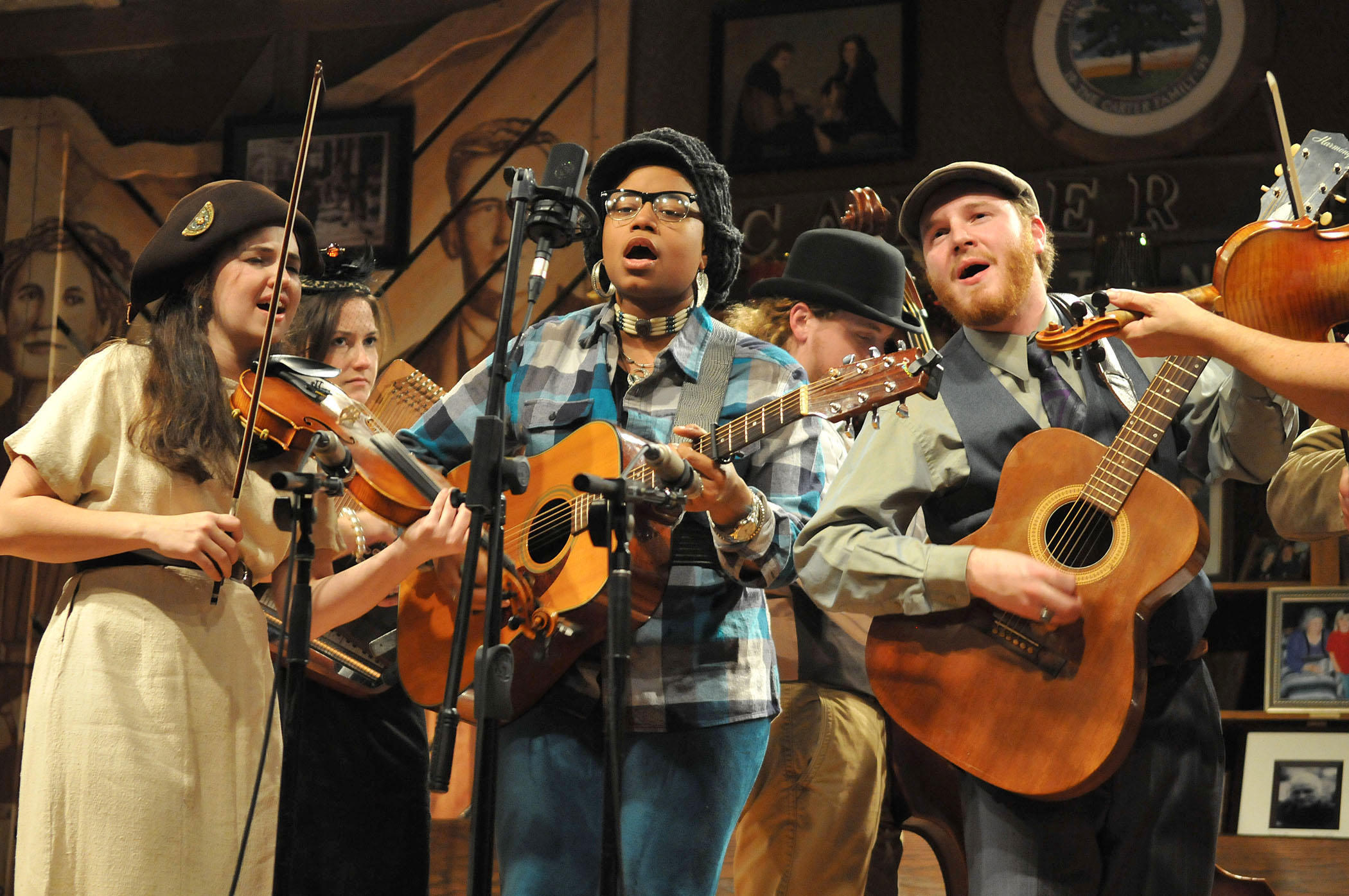
Amythyst Kiah se produit au Carter Family Fold en décembre 2010.

Amythyst Kiah décrit son style comme du "Southern Gothic". En 2013, l'auteure-compositrice-interprète sort son premier album, intiulé Dig. Ce projet a été produit par l'artiste et enregistré au laboratoire d'enregistrement de l'East Tennessee State University.
L'album a été suivi d'un EP, Her Chest of Glass, publié le 28 octobre 2016. Amythyst Kiah a écrit trois des cinq chansons de l'EP, qui ont été enregistrées à Johnson City et produites par la musicienne, les membres de son groupe Her Chest of Glass et Travis Kammeyer.
En 2019, Amythyst Kiah se produit au Musée national de l’histoire et de la culture afro-américaines, nouvellement ouvert à Washington, ainsi qu'au Newport Folk Festival de Newport. La même année, elle sort Wary+ Strange, son premier album sur le label Rounder Records.
Produit par Tony Berg, Wary + Strange est édité le 18 juin 2021. Amythyst Kiah commence à travailler sur l'album en janvier 2018. Elle enregistre l'album à trois reprises avec trois producteurs différents avant de se sentir satisfaite du son. La chanson Wild Turkey est nommée par le magazine américain Variety comme l'une des 50 meilleures chansons de l'année 2021.
Le 14 janvier 2022, Amythyst Kiah publie une reprise de Love Will Tear Us Apart de Joy Division.

### Collaborations
En 2019, malgré les restrictions liées à la pandémie de COVID-19, elle forme le collectif musical Our Native Daughters aux côtés des musiciennes Allison Russel, Rhiannon Giddens et Leyla McCalla. Le groupe sort l'album Songs of Our Native Daughters sous le label Smithsonian Folkways, nommé pour un Grammy Award en 2020,.
Amythyst Kiah est nommée aux Grammy Awards 2020 dans la catégorie "Meilleure chanson roots américaine" pour son titre Black Myself, qui figure sur cet album.

## Discographie

### Amythyst Kiah
- 2013 : Dig  (autoproduction)
- 2017 : Her Chest Of Glass, Soul Step Records
- 2021 : Wary + Strange, Rounder Records
- 2022 : Pensive Pop, Rounder Records

### Our Native Daughters
- 2019 : Songs of Our Native Daughters, Smithsonian Folkways